# 聖歐拉利亞 (韋韋特南戈省)
聖歐拉利亞（西班牙語：Santa Eulalia），是危地馬拉的城鎮，位於該國西北部，由韋韋特南戈省負責管轄，面積292平方公里，海拔高度2,519米，2002年人口30,102，人口密度每平方公里103.09人。